# Mistrzostwa Polski w Kolarstwie Szosowym 2021
Mistrzostwa Polski w Kolarstwie Szosowym 2021 – zawody w kolarstwie szosowym mające wyłonić najlepszych zawodników i zawodniczki w Polsce.

## Medaliści
| Mistrzostwa Polski w Kolarstwie Szosowym 2021 | Mistrzostwa Polski w Kolarstwie Szosowym 2021 | Mistrzostwa Polski w Kolarstwie Szosowym 2021   | Mistrzostwa Polski w Kolarstwie Szosowym 2021             | Mistrzostwa Polski w Kolarstwie Szosowym 2021     | Mistrzostwa Polski w Kolarstwie Szosowym 2021 | Mistrzostwa Polski w Kolarstwie Szosowym 2021 |
| Data                                          | Państwo                                       | Wyścig                                          | Zwycięzca                                                 | Drugie miejsce                                    | Trzecie miejsce                               |                                               |
| --------------------------------------------- | --------------------------------------------- | ----------------------------------------------- | --------------------------------------------------------- | ------------------------------------------------- | --------------------------------------------- | --------------------------------------------- |
| 17 cze                                        | Polska                                        | Mistrzostwa Polski – jazda indywidualna na czas | Maciej Bodnar (Bora-Hansgrohe)                            | Filip Maciejuk (Leopard Pro Cycling)              | Łukasz Wiśniowski (Qhubeka Assos)             |                                               |
| 17 cze                                        | Polska                                        | Mistrzostwa Polski – jazda indywidualna na czas | Karolina Karasiewicz (TKK Pacific Toruń - Nestlé Fitness) | Aurela Nerlo (TKK Pacific Toruń - Nestlé Fitness) | Marta Jaskulska (Liv Racing)                  |                                               |
| 19 cze                                        | Polska                                        | Mistrzostwa Polski – start wspólny              | Karolina Karasiewicz (TKK Pacific Toruń - Nestlé Fitness) | Daria Pikulik (KK Ziemia Darłowska)               | Dominika Włodarczyk (Mat Atom Deweloper)      |                                               |
| 20 cze                                        | Polska                                        | Mistrzostwa Polski – start wspólny              | Maciej Paterski (Voster ATS Team)                         | Alan Banaszek (HRE Mazowsze Serce Polski)         | Łukasz Owsian (Arkéa-Samsic)                  |                                               |

## Konkurencje indywidualne (elita)

### Mężczyźni

#### Jazda indywidualna na czas (17 czerwca)
Złoty medal w jeździe indywidualnej na czas elity mężczyzn zdobył Maciej Bodnar, który na liczącej 46 kilometry trasie wyprzedził Filipa Maciejuka i Łukasza Wiśniowskiego.
| \| Klasyfikacja generalna \| Klasyfikacja generalna \| Klasyfikacja generalna \| Klasyfikacja generalna \| Klasyfikacja generalna \| \| Kolarz \| Kolarz \| Państwo \| Drużyna \| Czas \| \| ---------------------- \| ---------------------- \| ---------------------- \| ------------------------- \| ---------------------- \| \| 1. \| Maciej Bodnar \| Polska \| Bora-Hansgrohe \| 55' 11" \| \| 2. \| Filip Maciejuk \| Polska \| Leopard Pro Cycling \| + 3' 05" \| \| 3. \| Łukasz Wiśniowski \| Polska \| Qhubeka Assos \| + 3' 32" \| \| 4. \| Szymon Rekita \| Polska \| Voster ATS Team \| + 3' 40" \| \| 5. \| Piotr Brożyna \| Polska \| HRE Mazowsze Serce Polski \| + 3' 58" \| \| 6. \| Szymon Sajnok \| Polska \| Cofidis \| + 4' 17" \| \| 7. \| Adrian Kurek \| Polska \| HRE Mazowsze Serce Polski \| + 5' 50" \| \| 8. \| Damian Bieniek \| Polska \| TC Chrobry Scott Głogów \| + 6' 06" \| \| 9. \| Mateusz Kostański \| Polska \| Klub Kolarski Tarnovia \| + 6' 29" \| \| 10. \| Adam Kuś \| Polska \| Klub Kolarski Tarnovia \| + 6' 37" \| |                   |         |                           |          |
| |                   |         |                           |          |
| Źródło: ProCyclingStats |                   |         |                           |          |
| Klasyfikacja generalna |                   |         |                           |          |
| Kolarz | Kolarz            | Państwo | Drużyna                   | Czas     |
| 1. | Maciej Bodnar     | Polska  | Bora-Hansgrohe            | 55' 11"  |
| 2. | Filip Maciejuk    | Polska  | Leopard Pro Cycling       | + 3' 05" |
| 3. | Łukasz Wiśniowski | Polska  | Qhubeka Assos             | + 3' 32" |
| 4. | Szymon Rekita     | Polska  | Voster ATS Team           | + 3' 40" |
| 5. | Piotr Brożyna     | Polska  | HRE Mazowsze Serce Polski | + 3' 58" |
| 6. | Szymon Sajnok     | Polska  | Cofidis                   | + 4' 17" |
| 7. | Adrian Kurek      | Polska  | HRE Mazowsze Serce Polski | + 5' 50" |
| 8. | Damian Bieniek    | Polska  | TC Chrobry Scott Głogów   | + 6' 06" |
| 9. | Mateusz Kostański | Polska  | Klub Kolarski Tarnovia    | + 6' 29" |
| 10. | Adam Kuś          | Polska  | Klub Kolarski Tarnovia    | + 6' 37" |

#### Wyścig ze startu wspólnego (20 czerwca)
W rywalizacji elity mężczyzn w wyścigu ze startu wspólnego na dystansie 178 kilometrów triumfował Maciej Paterski, który wyprzedził Alana Banaszka i Łukasza Owsiana.
| \| Klasyfikacja generalna \| Klasyfikacja generalna \| Klasyfikacja generalna \| Klasyfikacja generalna \| Klasyfikacja generalna \| \| Kolarz \| Kolarz \| Państwo \| Drużyna \| Czas \| \| ---------------------- \| ------------------------ \| ---------------------- \| ------------------------- \| ---------------------- \| \| 1. \| Maciej Paterski \| Polska \| Voster ATS Team \| 4h 10' 11" \| \| 2. \| Alan Banaszek \| Polska \| HRE Mazowsze Serce Polski \| + 2" \| \| 3. \| Łukasz Owsian \| Polska \| Arkéa-Samsic \| + 3" \| \| 4. \| Michał Gołaś \| Polska \| Ineos Grenadiers \| + 18" \| \| 5. \| Adrian Banaszek \| Polska \| HRE Mazowsze Serce Polski \| + 1' 30" \| \| 6. \| Szymon Sajnok \| Polska \| Cofidis \| + 1' 30" \| \| 7. \| Jakub Murias \| Polska \| Voster ATS Team \| + 1' 30" \| \| 8. \| Przemysław Kasperkiewicz \| Polska \| UC Nantes Atlantique \| + 1' 34" \| \| 9. \| Paweł Bernas \| Polska \| HRE Mazowsze Serce Polski \| + 3' 37" \| \| 10. \| Michał Paluta \| Polska \| Global 6 Cycling \| + 3' 40" \| |                          |         |                           |            |
| |                          |         |                           |            |
| Źródło: ProCyclingStats |                          |         |                           |            |
| Klasyfikacja generalna |                          |         |                           |            |
| Kolarz | Kolarz                   | Państwo | Drużyna                   | Czas       |
| 1. | Maciej Paterski          | Polska  | Voster ATS Team           | 4h 10' 11" |
| 2. | Alan Banaszek            | Polska  | HRE Mazowsze Serce Polski | + 2"       |
| 3. | Łukasz Owsian            | Polska  | Arkéa-Samsic              | + 3"       |
| 4. | Michał Gołaś             | Polska  | Ineos Grenadiers          | + 18"      |
| 5. | Adrian Banaszek          | Polska  | HRE Mazowsze Serce Polski | + 1' 30"   |
| 6. | Szymon Sajnok            | Polska  | Cofidis                   | + 1' 30"   |
| 7. | Jakub Murias             | Polska  | Voster ATS Team           | + 1' 30"   |
| 8. | Przemysław Kasperkiewicz | Polska  | UC Nantes Atlantique      | + 1' 34"   |
| 9. | Paweł Bernas             | Polska  | HRE Mazowsze Serce Polski | + 3' 37"   |
| 10. | Michał Paluta            | Polska  | Global 6 Cycling          | + 3' 40"   |

### Kobiety

#### Jazda indywidualna na czas (17 czerwca)
W jeździe indywidualnej na czas elity kobiet triumf odniosła Karolina Karasiewicz, która na dystansie 23 kilometrów pokonała Aurelę Nerlo i Martę Jaskulską.
| \| Klasyfikacja generalna \| Klasyfikacja generalna \| Klasyfikacja generalna \| Klasyfikacja generalna \| Klasyfikacja generalna \| \| Kolarka \| Kolarka \| Państwo \| Drużyna \| Czas \| \| ---------------------- \| ------------------------ \| ---------------------- \| ---------------------------------- \| ---------------------- \| \| 1. \| Karolina Karasiewicz \| Polska \| TKK Pacific Toruń - Nestlé Fitness \| 31' 54" \| \| 2. \| Aurela Nerlo \| Polska \| TKK Pacific Toruń - Nestlé Fitness \| + 7" \| \| 3. \| Marta Jaskulska \| Polska \| Liv Racing \| + 18" \| \| 4. \| Agnieszka Skalniak-Sójka \| Polska \| Mat Atom Deweloper \| + 20" \| \| 5. \| Marta Lach \| Polska \| Ceratizit-WNT Pro Cycling \| + 30" \| \| 6. \| Karolina Kumięga \| Polska \| TKK Pacific Toruń - Nestlé Fitness \| + 44" \| \| 7. \| Anna Lafourte \| Polska \| Lotto Soudal Ladies \| + 45" \| \| 8. \| Łucja Pietrzak \| Polska \| Mat Atom Deweloper \| + 1' 26" \| \| 9. \| Dorota Przęzak \| Polska \| TKK Pacific Toruń - Nestlé Fitness \| + 1' 29" \| \| 10. \| Monika Brzeźna \| Polska \| Mat Atom Deweloper \| + 1' 44" \| |                          |         |                                    |          |
| |                          |         |                                    |          |
| Źródło: ProCyclingStats |                          |         |                                    |          |
| Klasyfikacja generalna |                          |         |                                    |          |
| Kolarka | Kolarka                  | Państwo | Drużyna                            | Czas     |
| 1. | Karolina Karasiewicz     | Polska  | TKK Pacific Toruń - Nestlé Fitness | 31' 54"  |
| 2. | Aurela Nerlo             | Polska  | TKK Pacific Toruń - Nestlé Fitness | + 7"     |
| 3. | Marta Jaskulska          | Polska  | Liv Racing                         | + 18"    |
| 4. | Agnieszka Skalniak-Sójka | Polska  | Mat Atom Deweloper                 | + 20"    |
| 5. | Marta Lach               | Polska  | Ceratizit-WNT Pro Cycling          | + 30"    |
| 6. | Karolina Kumięga         | Polska  | TKK Pacific Toruń - Nestlé Fitness | + 44"    |
| 7. | Anna Lafourte            | Polska  | Lotto Soudal Ladies                | + 45"    |
| 8. | Łucja Pietrzak           | Polska  | Mat Atom Deweloper                 | + 1' 26" |
| 9. | Dorota Przęzak           | Polska  | TKK Pacific Toruń - Nestlé Fitness | + 1' 29" |
| 10. | Monika Brzeźna           | Polska  | Mat Atom Deweloper                 | + 1' 44" |

#### Wyścig ze startu wspólnego (19 czerwca)
W wyścigu ze startu wspólnego elity kobiet rozgrywanym na trasie o długości 133 kilometrów, po finiszu z peletonu, złoty medal zdobyła Karolina Karasiewicz, srebrny Daria Pikulik, a brązowy Dominika Włodarczyk.
| \| Klasyfikacja generalna \| Klasyfikacja generalna \| Klasyfikacja generalna \| Klasyfikacja generalna \| Klasyfikacja generalna \| \| Kolarka \| Kolarka \| Państwo \| Drużyna \| Czas \| \| ---------------------- \| ------------------------ \| ---------------------- \| ---------------------------------- \| ---------------------- \| \| 1. \| Karolina Karasiewicz \| Polska \| TKK Pacific Toruń - Nestlé Fitness \| 3h 32' 25" \| \| 2. \| Daria Pikulik \| Polska \| KK Ziemia Darłowska \| + 0" \| \| 3. \| Dominika Włodarczyk \| Polska \| Mat Atom Deweloper \| + 0" \| \| 4. \| Anna Sagan \| Polska \| TKK Pacific Toruń - Nestlé Fitness \| + 0" \| \| 5. \| Marta Jaskulska \| Polska \| Liv Racing \| + 0" \| \| 6. \| Nikola Wielowska \| Polska \| KK Ziemia Darłowska \| + 0" \| \| 7. \| Agnieszka Skalniak-Sójka \| Polska \| Mat Atom Deweloper \| + 0" \| \| 8. \| Oliwia Majewska \| Polska \| Mat Atom Deweloper \| + 0" \| \| 9. \| Natalia Krześlak \| Polska \| TKK Pacific Toruń - Nestlé Fitness \| + 0" \| \| 10. \| Nikol Płosaj \| Polska \| UKS TFP Jedynka Mróz Kórnik \| + 0" \| |                          |         |                                    |            |
| |                          |         |                                    |            |
| Źródło: ProCyclingStats |                          |         |                                    |            |
| Klasyfikacja generalna |                          |         |                                    |            |
| Kolarka | Kolarka                  | Państwo | Drużyna                            | Czas       |
| 1. | Karolina Karasiewicz     | Polska  | TKK Pacific Toruń - Nestlé Fitness | 3h 32' 25" |
| 2. | Daria Pikulik            | Polska  | KK Ziemia Darłowska                | + 0"       |
| 3. | Dominika Włodarczyk      | Polska  | Mat Atom Deweloper                 | + 0"       |
| 4. | Anna Sagan               | Polska  | TKK Pacific Toruń - Nestlé Fitness | + 0"       |
| 5. | Marta Jaskulska          | Polska  | Liv Racing                         | + 0"       |
| 6. | Nikola Wielowska         | Polska  | KK Ziemia Darłowska                | + 0"       |
| 7. | Agnieszka Skalniak-Sójka | Polska  | Mat Atom Deweloper                 | + 0"       |
| 8. | Oliwia Majewska          | Polska  | Mat Atom Deweloper                 | + 0"       |
| 9. | Natalia Krześlak         | Polska  | TKK Pacific Toruń - Nestlé Fitness | + 0"       |
| 10. | Nikol Płosaj             | Polska  | UKS TFP Jedynka Mróz Kórnik        | + 0"       |